# 格拉茨城市公园
格拉茨城市公园（Grazer Stadtpark）是奥地利格拉茨最大的公园，由市长莫里茨（Moritz Ritter von Franck）发起，在城墙边原用于军事目的的空地上修建，1869年动工，完成于1872年。
格拉茨城市公园是环绕格拉茨老城区的绿化带的一部分。

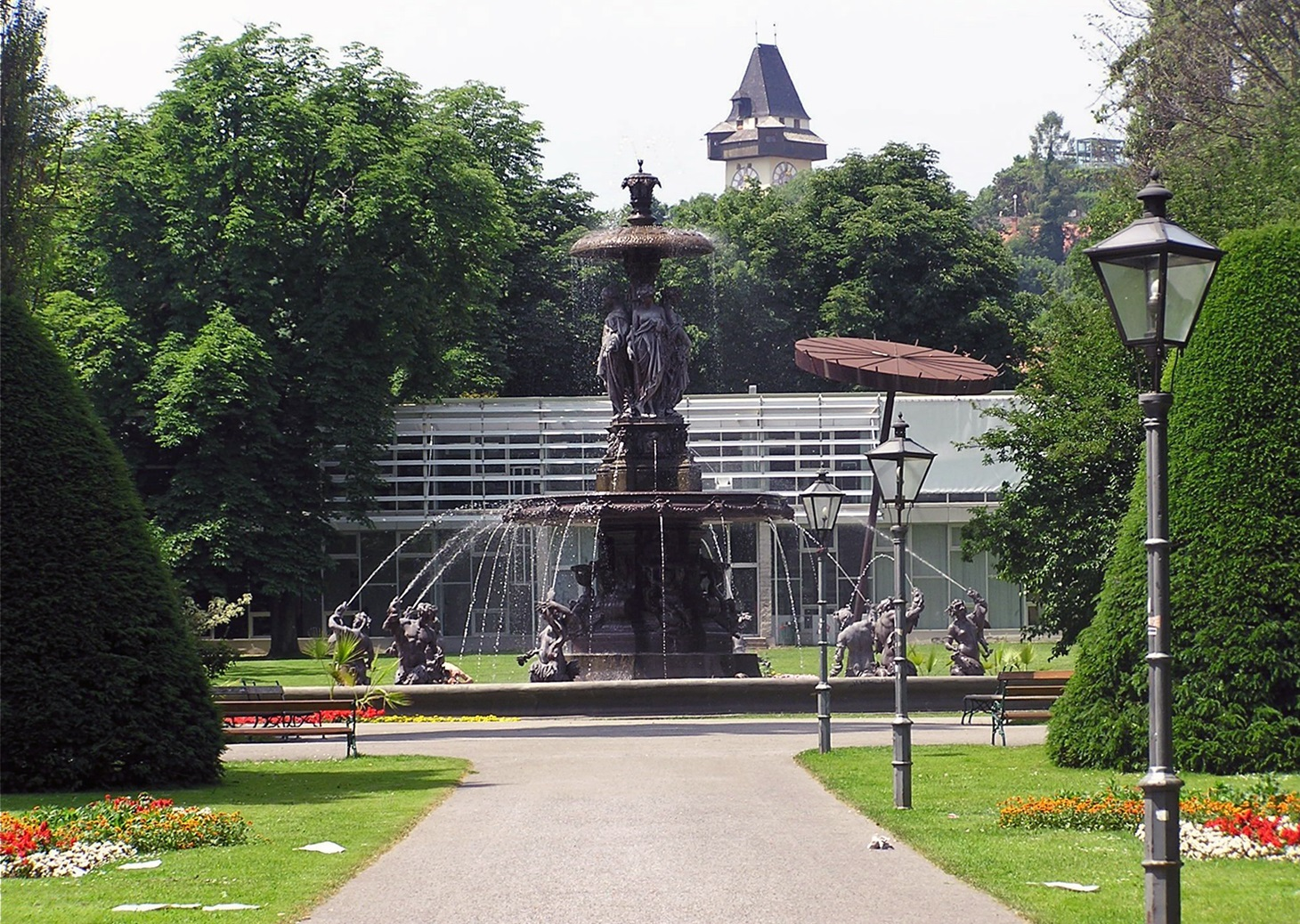
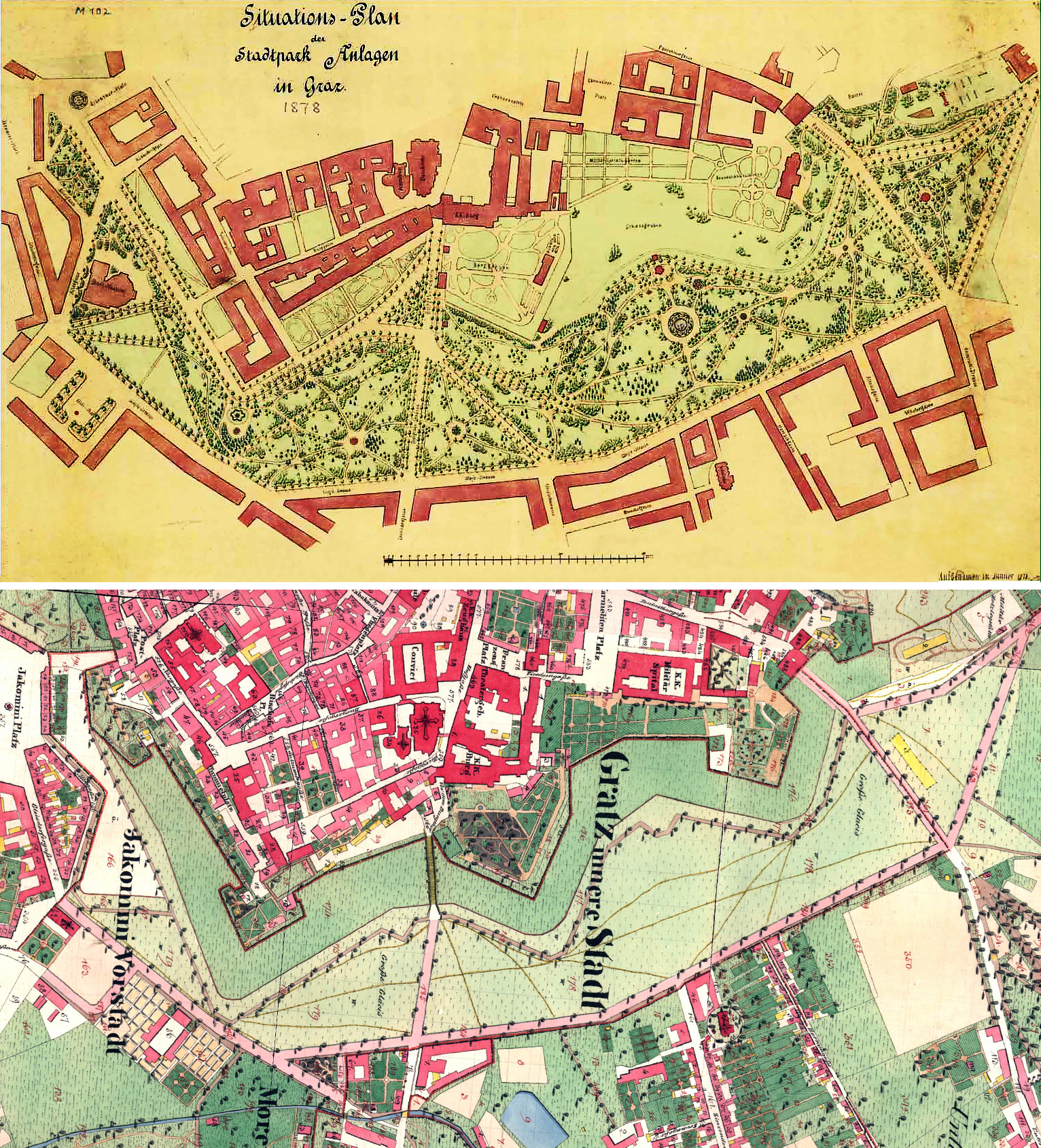
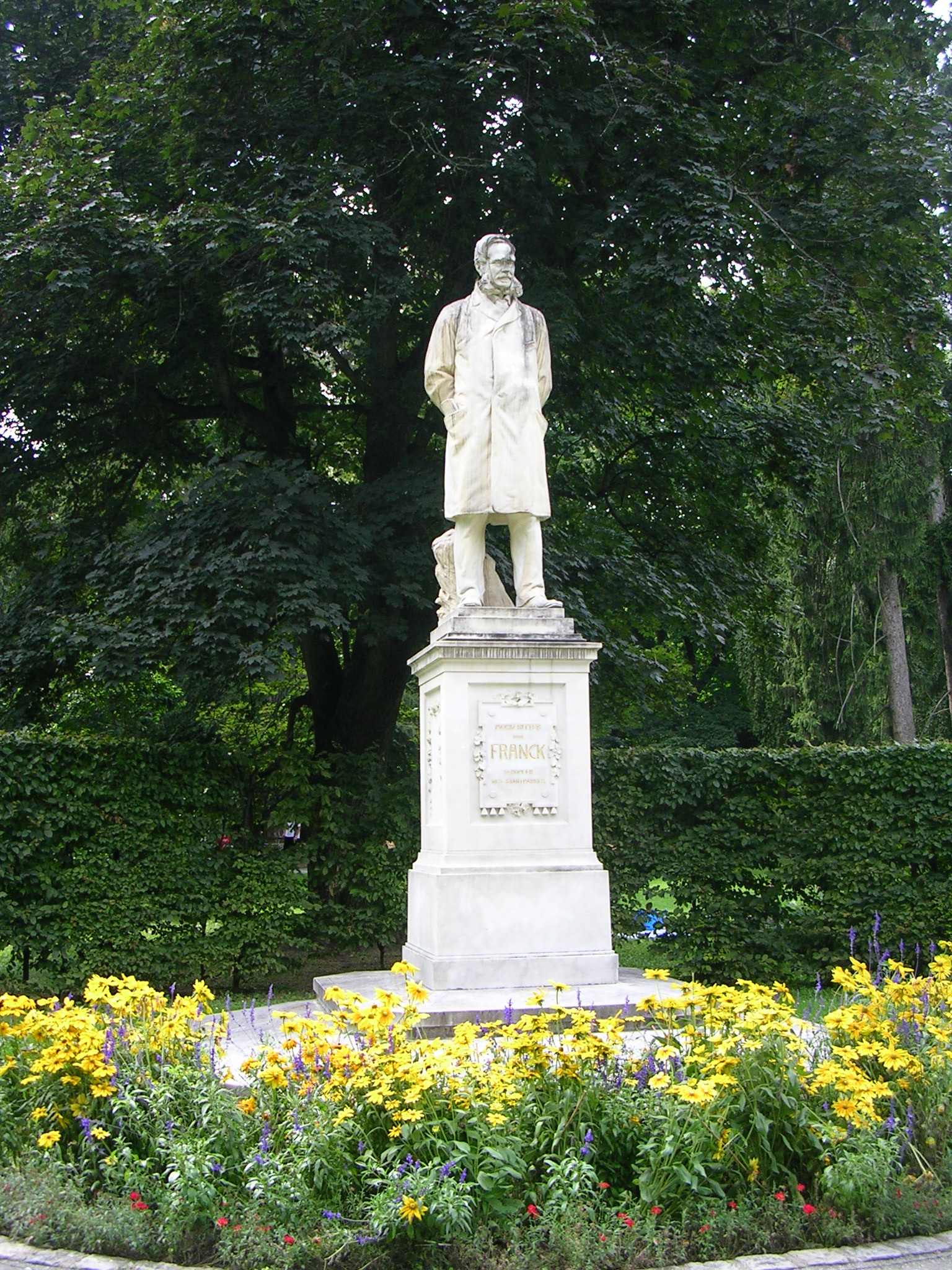
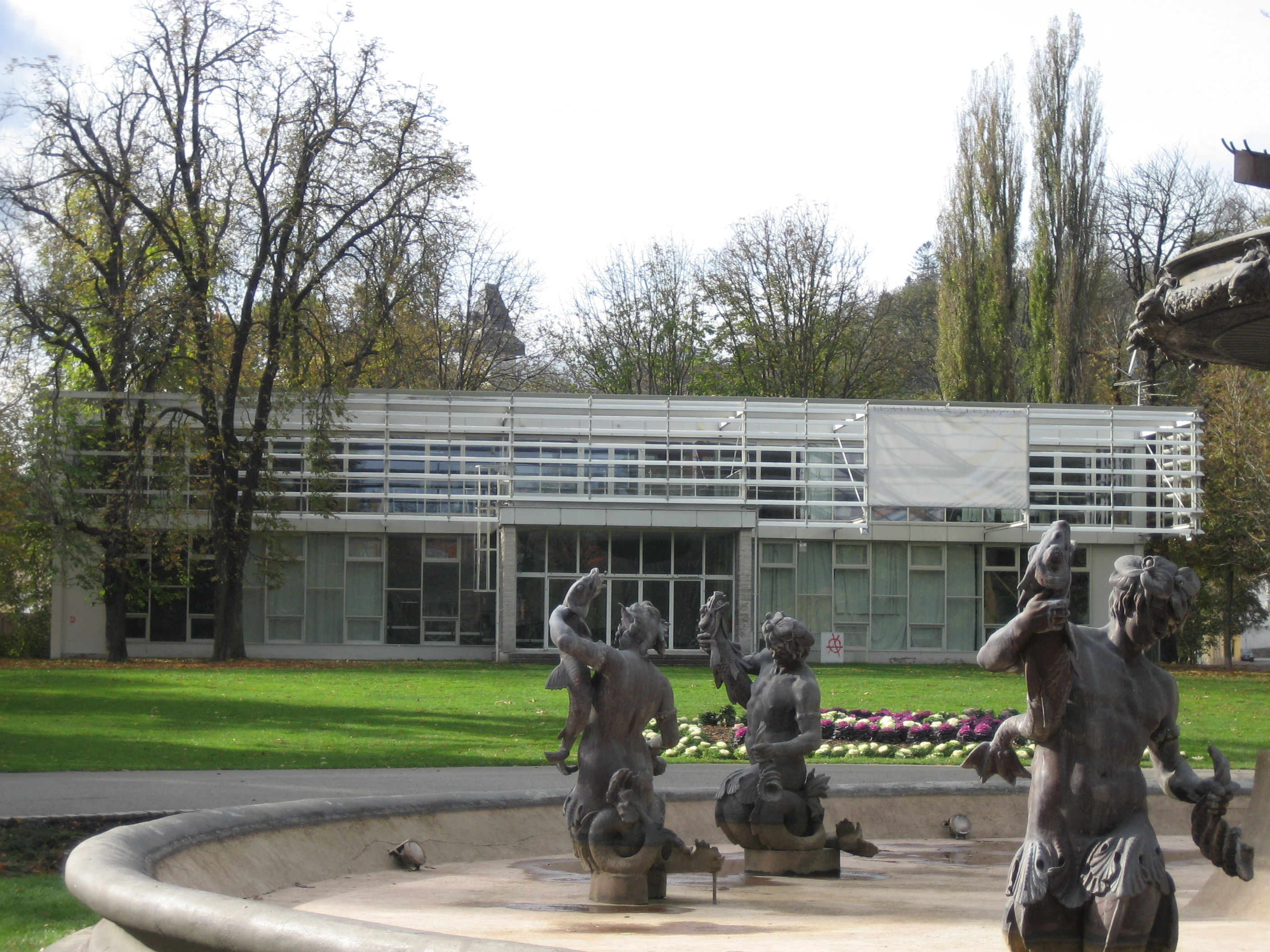
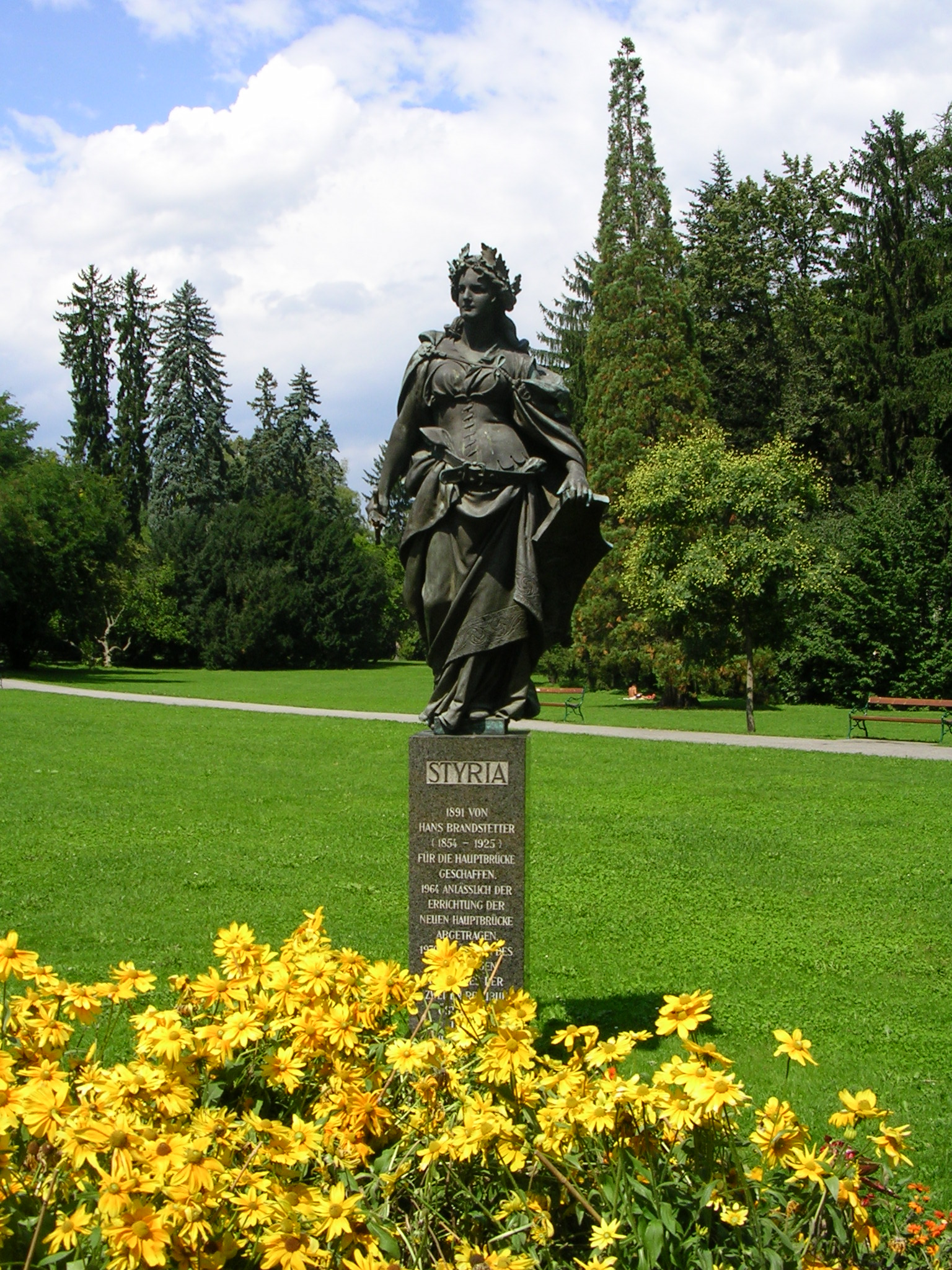